# 西九州大学
西九州大学（にしきゅうしゅうだいがく、英語: Nishikyushu University）は、佐賀県神埼市神埼町尾崎4490-9に本部を置く日本の私立大学。1968年創立、1968年大学設置。大学の略称は西九、西九大。

## 概観

### 大学全体
永原マツヨによって「あすなろう」という言葉に込められた教育理念をもとに開校された。
当時、戦後の食料事情は混乱していたため、よい食事・栄養環境のための人材育成のため開校したと言われている。その後、健康と福祉の人材育成に幅広く対応していくために社会福祉学科を増設し、地域社会に貢献・寄与できる人材の育成をしてきた。
学生数は1200人程度と少ない。近年では学部や大学院の臨床心理コースが人気があるが、学校教育や女性論、高齢者福祉などの分野で著名な教員がいるため、大学院では、多くの現職の福祉従事者や中学校・高等学校の教職員が、福祉教育・家庭科教育になどついて研究するために在学している。
社会福祉学科の開設は1974年で、九州内の社会福祉を学ぶ大学では最も伝統がある。よって九州・山口地区のベテランのソーシャルワーカーや、社会福祉施設等で役職レベルとして活躍している者には、当学科の出身者が多い。社会福祉学科卒業生は就職は福岡県内を中心に、医療・福祉関係に多く就職している。近年は大学院進学者も多い。また、特別支援学校（養護学校）の教員になる者もいる。健康栄養学科は、現役での国家試験合格率を福岡市の中村学園大学と競っている。大学院の生活支援科学研究科臨床心理学専攻（旧健康福祉学研究科健康福祉学専攻）は、日本臨床心理士会に認定され第1種指定大学院とされている。
2018年に佐賀県小城市に県内の私立大学初の看護学部が設置された
※あすなろの由来について
あすなろ（翌檜）とは「あすはひのきになろう」の意。明日は檜のように「大地に根をおろし」「亭亭とそびえ」「馥郁（ふくいく）と香りを放つ」大木になろうという努力精励を象徴する樹。（学校法人　永原学園より引用）

### 建学の精神（校訓・理念・学是）

#### 建学の精神
大学が設立された際、永原マツヨにより「建学の精神」が定められた。現在でも、西九州大学学則第1条に「建学の精神」と同様の文言が規定されている。

#### 基本構想
「建学の精神」に基づき、3ヶ条の「基本構想」が制定されている。この基本構想では、主として人材育成に関する大学の理念を示したものである。

## 沿革

### 年表
- 1954年（昭和29年）3月 - 学校法人永原学園設立認可
- 1963年（昭和38年）4月 - 佐賀短期大学開学（食物栄養科）
- 1968年（昭和43年）4月 - 佐賀家政大学開学（家政学部家政学科）
- 1969年（昭和44年）4月 - 家政学部の家政学科を家政学専攻と管理栄養士専攻に分離
- 1974年（昭和49年）
  - 4月 - 家政学部に社会福祉学科増設
  - 6月 - 西九州大学に校名変更
- 1977年（昭和52年）4月 - 家政学部の家政学科家政学専攻を（家政学部）食物栄養学科食物栄養学専攻に改称
- 1999年（平成11年）4月 - 西九州大学大学院健康福祉学研究科（修士課程）開設。専攻内に社会福祉コース、健康栄養コースを設置
- 2001年（平成13年）
  - 4月 - 家政学部を健康福祉学部に改称。食物栄養学科の学生募集を停止
- 2002年（平成14年）
  - 4月 - 健康福祉学部社会福祉学科に介護福祉士国家資格取得コースを開設
  - 4月 - 大学院健康福祉学研究科の専攻内に臨床心理コースを増設
- 2007年（平成19年）4月 - リハビリテーション学部リハビリテーション学科を開設。学科のもとに理学療法専攻、作業療法専攻を置く
- 2009年（平成21年）
  - 4月 - 子ども学部子ども学科を開設
  - 4月 - 健康福祉学部社会福祉学科に特別支援教育コース、キャリア開発コースを開設
  - 4月 - 大学院健康福祉学研究科の専攻内にリハビリテーションコースを増設
  - 4月 - 佐賀短期大学を西九州大学短期大学部に名称変更
- 2014年（平成26年）
  - 4月 - 健康福祉学部健康栄養学科を健康栄養学部健康栄養学科に改称
  - 4月 - 健康福祉学部に、スポーツ健康福祉学科を設置
  - 4月 - 子ども学部に、心理カウンセリング学科を設置
  - 4月 - 大学院健康福祉学研究科を生活支援科学研究科に名称を変更し、健康栄養学専攻、臨床心理学専攻、リハビリテーション学専攻を設置
- 2015年（平成27年）
  - 4月 - 大学院生活支援科学研究科健康福祉学専攻を、地域生活支援学専攻（博士前期課程）に名称変更
  - 4月 - 大学院生活支援科学研究科地域生活支援学専攻（博士後期課程）を設置
  - 4月 - 大学院生活支援科学研究科子ども学専攻を設置
  - 4月 - 神園キャンパスを佐賀キャンパスに名称変更

- 2018年（平成30年）
  - 4月 -  看護学部看護学科を開設
- 2022年（令和4年）
  - 4月 - 大学院に、栄養学専攻（博士後期課程）・看護学専攻（修士課程）の２専攻課程を設置する[3][4]
- 2023年（令和5年）
  - 7月 - 大学院デジタル社会共創学環の文部科学省申請が受理。スポーツ科学（修士課程）、臨床心理学（博士後期課程）、保健医療学（博士後期課程）の3専攻の設置を予定[5][6][7]

## 基礎データ

### 所在地

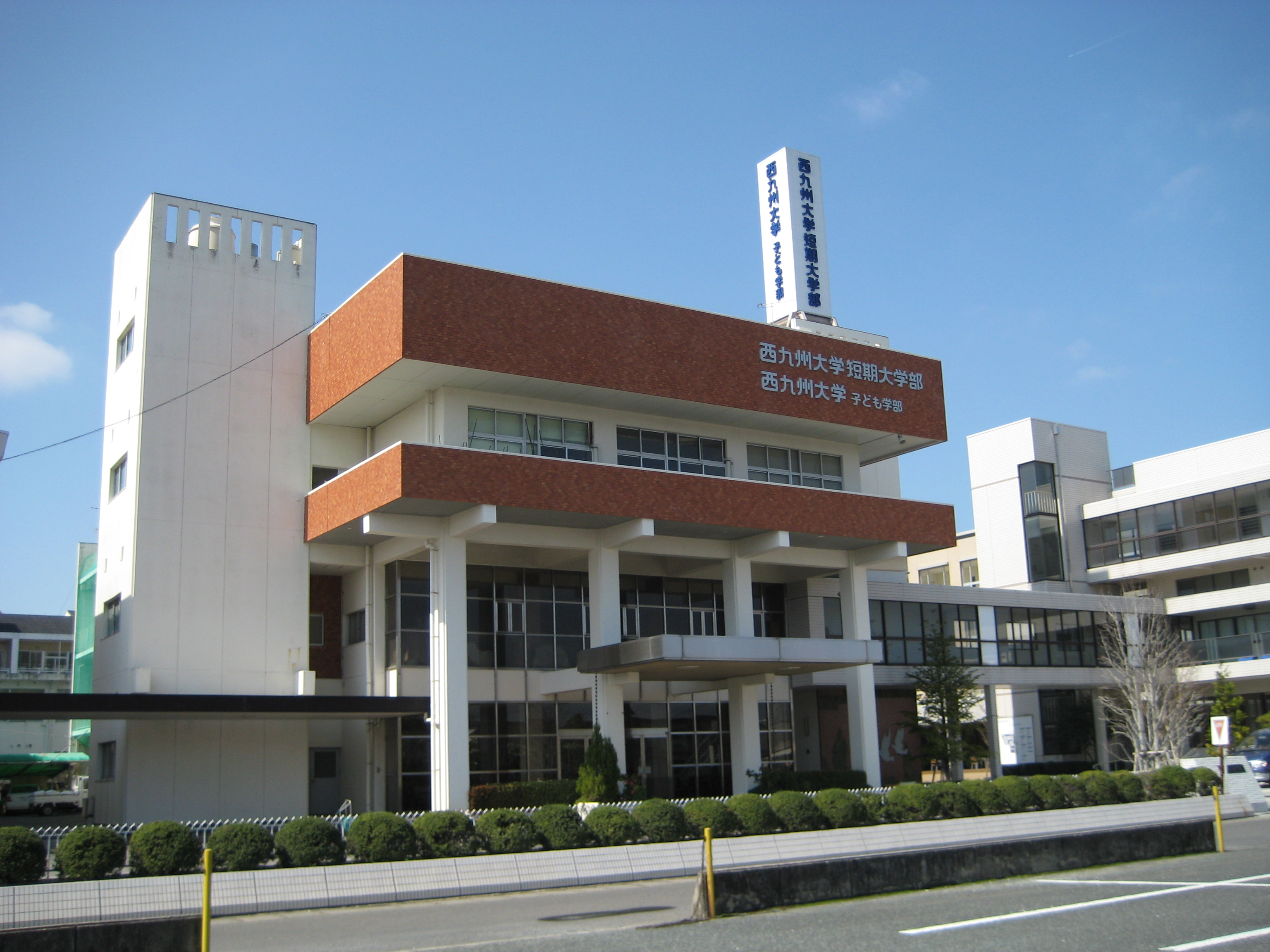
短期大学部と併設の佐賀キャンパス

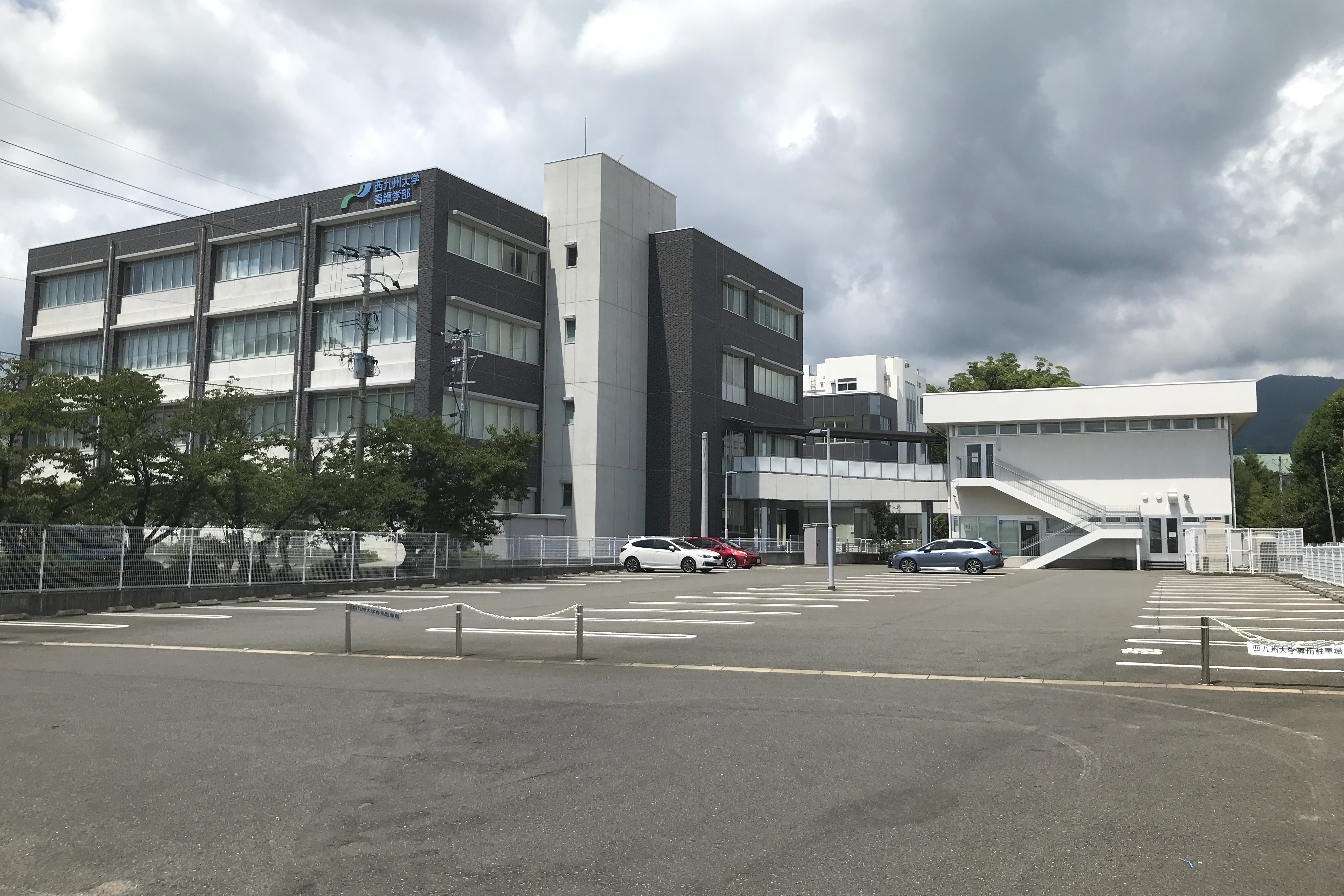
小城キャンパス

- 神埼キャンパス（佐賀県神埼市神埼町尾崎4490番地9）
- 佐賀キャンパス（佐賀県佐賀市神園3-18-15）
- 小城キャンパス（佐賀県小城市小城町176-27）

## 教育および研究

### 組織

#### 学環
- デジタル社会共創学環（2024年度開設）

#### 学部
- 健康栄養学部（神埼キャンパス）
  - 健康栄養学科
- 健康福祉学部（神埼キャンパス）
  - 社会福祉学科
    - 社会福祉コース
    - 精神保健福祉コース
    - 介護福祉コース
    - 国際地域コース

  - スポーツ健康福祉学科
- リハビリテーション学部（神埼キャンパス）
  - リハビリテーション学科
    - 理学療法学専攻
    - 作業療法学専攻
- 子ども学部（佐賀キャンパス）
  - 子ども学科
  - 心理カウンセリング学科
- 看護学部[8]（小城キャンパス）
  - 看護学科

#### 大学院
- 生活支援科学研究科（修士課程・博士前期課程・博士後期課程）
  - 栄養学専攻（博士前期課程・博士後期課程）
  - 臨床心理学専攻（博士前期課程・博士後期課程）
  - リハビリテーション学専攻（修士課程）
  - 子ども学専攻（修士課程）
  - 健康福祉学専攻（博士前期課程・博士後期課程）
  - 看護学専攻（修士課程）
  - スポーツ科学専攻（修士課程）
  - 保健医療学専攻（博士後期課程）

#### 短期大学部
- 地域生活支援学科
- 幼児保育学科

- 詳細は西九州大学短期大学部の記事を参照。

## 学生生活

### 部活動・クラブ活動・サークル活動
男女比が2：3のため、全体的にスポーツ系サークルは盛んではない。また、福祉系の大学らしく文化系サークルの9割がボランティア系のサークルである。
軟式野球部
九州学生軟式野球連盟所属。2007,2010年九州学生軟式野球春季リーグ優勝。(2009年はリーグ2位で全国大会出場)
　　　2010年に出場した全国学生軟式野球選手権大会では、愛知大学豊橋校舎に勝ち、念願の全国大会初勝利を収めた。

## 大学関係者と組織

### 大学関係者組織
- 西九州大学には卒業生を対象とする研究会がある。この会は「西九州大学社会福祉研究会」と称し、教員や卒業生だけでなく在校生や高校生らにも門戸を開放したディスカッションなどを実施している[9]。

### 大学関係者一覧
- 西九州大学の人物一覧

## 施設

### キャンパス

#### 神埼キャンパス
- 使用学部等：健康栄養学部・健康福祉学部・リハビリテーション学部・デジタル社会共創学環
- 使用研究科：大学院生活支援科学研究科
- 交通アクセス：長崎本線神埼駅

北緯33度19分47秒 東経130度20分53.8秒
大学本部である神埼キャンパスは施設が山の斜面に建っており、頂上からテニス場・弓道場、グラウンド・体育館・校舎、図書館・駐車場・バス乗り場と並んでいる。リハビリテーション学部校舎からは佐賀平野を一望でき、設備もスポーツ選手のリハビリに使用する機器や基礎研究の設備、陶芸実習室など最新の設備が充実している。
周辺は公共交通機関が整っていないが、JR神埼駅より頻繁に大学の送迎バスが出ている。とはいえ、特定の時間帯においてはバスに異常な数の学生が乗り込む光景も見られる。
周辺には、日の隈山（テレビ電波塔）、日の隈公園（グラウンド）、吉野ヶ里遺跡などがあり、緑豊かで静かな環境である。

#### 佐賀キャンパス
- 使用学部：子ども学部
- 使用研究科：大学院生活支援科学研究科
- 交通アクセス：長崎本線佐賀駅

北緯33度16分17.9秒 東経130度17分2秒
西九州大学短期大学部に併設されている。多布施川の河畔に近く、周辺は桜の名所として知られている。

#### 小城キャンパス
- 使用学部：看護学部
- 使用研究科：大学院生活支援科学研究科
- 交通アクセス：唐津線小城駅

1号館は小城公民館を改築する形で2号館および3号館は新築された。周りには高校や小学校などがあり、学園都市化している。

### 寮
学生は佐賀県内はもちろん、特に福岡県からの通学者が多い。久留米市や福岡市内からも通学可能な場所にあり、大規模な駐車場も完備しているため自家用車通学も多い。以前は東京や大阪など、遠方からの学生もある程度いたが、近年社会福祉系大学が全国各地に開校されたため、最近は少数になってきている。自宅外通学の学生は利便性のよい神埼駅近くのアパートに住むケースが多く、大学周辺に住む学生より多くなっている。昔ながらの賄い付きの下宿は少なくなってきており、大学の指定寮として小柳荘（男子寮）、学友寮（女子寮）、民間の池田寮があるくらいである。

## 附属学校
- 西九州大学附属三光幼稚園
- 西九州大学附属三光保育園
- 西九州大学佐賀調理製菓専門学校

## 対外関係
- 2009年 佐賀清和中学校・高等学校と「高大連携協定書」を締結。
- 2013年4月 佐賀県小城市教育委員会と「不登校児支援に関する協定」を締結。
- 2013年5月 佐賀県小城市と西九州大学グループ（西九州大学、西九州大学短期大学部および佐賀調理製菓専門学校）として「地域連携協定」を締結。
- 2014年6月 公益財団法人東京オリンピック・パラリンピック競技大会組織委員会と2020年「東京オリンピック・パラリンピック競技大会に係る大学連携協定」を締結。[10]
- 2014年7月 佐賀市と「災害時要援護者の支援に関する協定」を締結。
- 2015年2月 佐賀県みやき町と西九州大学グループ（西九州大学、西九州大学短期大学部および佐賀調理製菓専門学校）として「包括的地域連携協定」を締結。

### 他大学との協定

#### 日本国内
- 2007年12月 佐賀大学と「単位互換協定」を締結。
- 2015年3月 長崎国際大学と「包括的連携に関する協力協定」を締結。
- 放送大学[11]

#### 日本国外
海外協定校
- アメリカ合衆国
  - ニューヨーク州立大学アディロンダック校（英語版）（ニューヨーク州）
  - アラスカ大学フェアバンクス校（アラスカ州）

- 韓国
  - 牧園大学校（朝鮮語版）（大田広域市）
  - 大田科学技術大学校（朝鮮語版）（大田広域市）
  - 建国大学校グローカルキャンパス（忠清北道忠州市）

- タイ
  - ブラパー大学（英語版）（チョンブリー県）

- 台湾
  - 宜蘭大学（宜蘭市）
  - 元培医事科技大学（新竹市）
  - 義守大学（高雄市）

- スロベニア
  - リュブリャナ大学（リュブリャナ市）

- 中国
  - 安徽三聯学院（安徽省）
  - 廈門理工学院（廈門市）

## 公式サイト
- 学校法人 永原学園 西九州大学

座標: 北緯33度19分47秒 東経130度20分53.8秒 / 北緯33.32972度 東経130.348278度